# Merosargus antennatus
Merosargus antennatus är en tvåvingeart som beskrevs av Ignaz Rudolph Schiner 1868. Merosargus antennatus ingår i släktet Merosargus och familjen vapenflugor. Inga underarter finns listade i Catalogue of Life.